# Pachypleurum muliense
Pachypleurum muliense là một loài thực vật có hoa trong họ Hoa tán. Loài này được Shan & F.T. Pu mô tả khoa học đầu tiên năm 1989.